# 흉갑

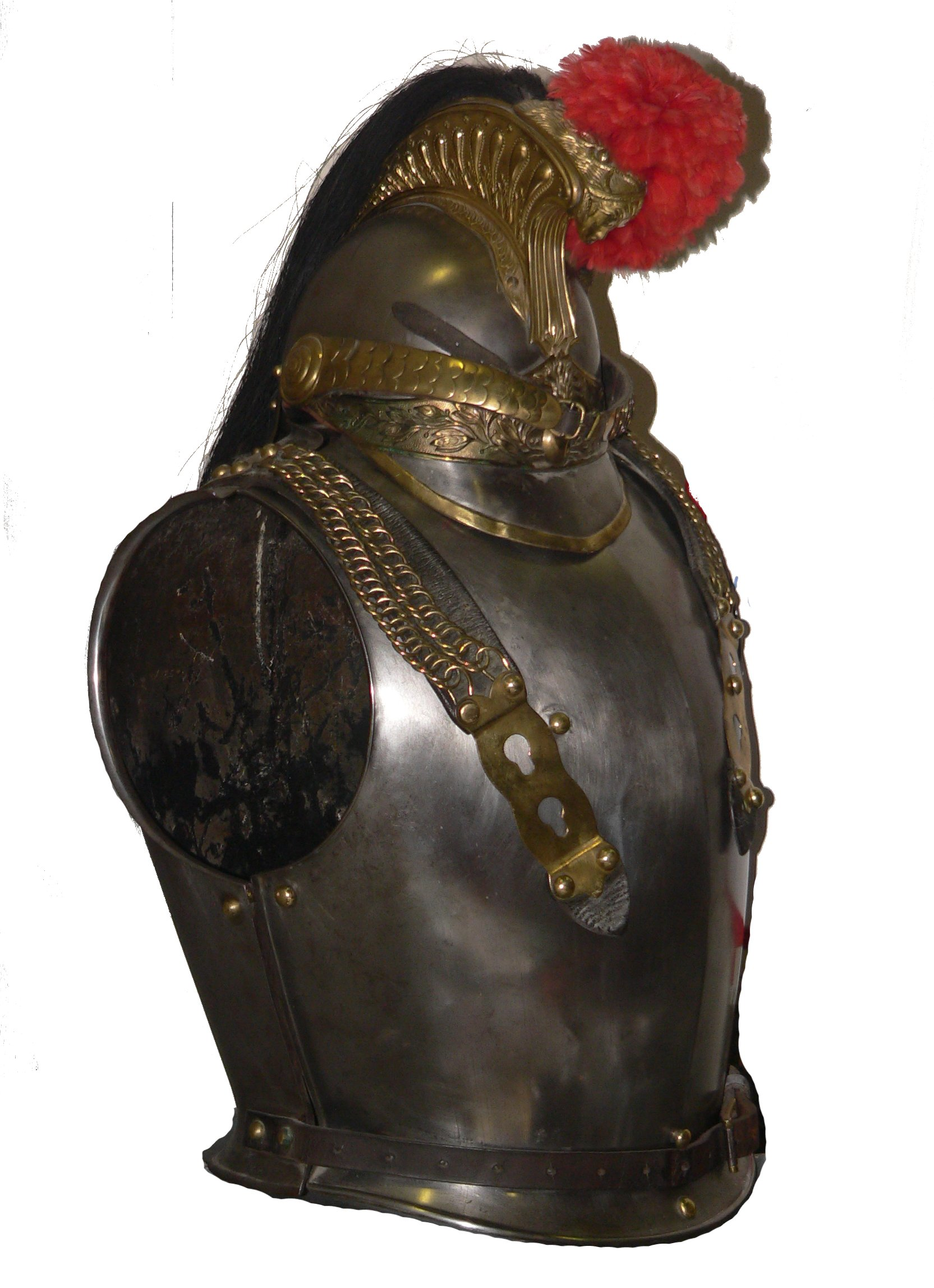

흉갑(胸甲, 프랑스어: cuirasse, 라틴어: coriaceus, 영어: Cuirass)은 가슴 부위를 보호하는 금속제 갑옷이다. 판금갑 등 큰 갑옷의 가슴 부분 부품을 흉갑이라 하기도 하고, 가슴만 보호하는 단일한 갑옷을 흉갑이라 하기도 한다.

## 같이 보기
- 갑옷